# Iakoba Italeli
Sir Iakoba Taeia Italeli (son prénom est souvent orthographié Iakeba et signifie Jacob) est un homme politique tuvaluan. De 2010 à 2019, il est le gouverneur général des Tuvalu, chef de l'État de facto, représentant de la reine. Depuis 2024, il est le président du Parlement des Tuvalu.

## Biographie
De 2002 à 2006, il est procureur général de Tuvalu, poste auquel lui succède Eselealofa Apinelu en 2008.
Il est élu député, sans appartenance partisane, représentant la circonscription de Nui, au Fale i Fono (l'Assemblée législative nationale) lors des élections d'août 2006. Le Premier ministre Apisai Ielemia le nomme alors ministre de l'Éducation, des Sports et de la Santé. En 2010, plusieurs mois avant l'achèvement de son mandat de député, il est nommé au poste de gouverneur général,.
Il succède à Tupou VI, roi des Tonga, en qualité de chancelier de l'Université du Pacifique sud en septembre 2014.
En 2013, il doit faire face à une crise politique. Le 28 juin, le gouvernement du Premier ministre Willy Telavi perd une élection partielle cruciale, ainsi que sa majorité au Parlement. L'opposition, forte de sa nouvelle majorité, demande une convocation du Parlement afin de former un nouveau gouvernement. Telavi refuse, arguant que la Constitution lui permet de ne convoquer l'Assemblée qu'une seule fois par an. L'opposition se tourne alors vers le gouverneur général. Le 3 juillet, Italeli fait usage de ses prérogatives constitutionnelles pour convoquer le Parlement pour le 30 juillet. Lorsque le Parlement se réunit, le président du Parlement, Kamuta Latasi, fidèle au Premier ministre, refuse le vote d'une motion de censure à l'encontre du gouvernement, et lève l'assemblée, permettant ainsi à Telavi de conserver le pouvoir sans l'accord du Parlement. L'opposition se tourne de nouveau vers le gouverneur général. Le 1er août, Telavi annonce son intention de limoger Sir Iakoba. Celui-ci prend les devants, et met fin aux fonctions du Premier ministre ; il nomme le chef de l'opposition officielle, Enele Sopoaga, Premier ministre par intérim. Refusant d'être limogé, Telavi réitère alors son intention de demander à la reine de limoger Italeli. L'article 55 de la Constitution dispose que le gouverneur général peut être démis de ses fonctions par le monarque, uniquement sur demande du Premier ministre, ce dernier devant nécessairement avoir au préalable consulté en privé les députés. Conformément à son rôle traditionnel, la reine n'intervient pas dans les affaires internes de l'un de ses royaumes ; Iakoba Italeli demeure gouverneur général, et Enele Sopoaga succède bien à Willy Telavi à la direction du gouvernement.
Approchant la fin de son second mandat de gouverneur général, Sir Iakoba espère reprendre une carrière politique et se présente sans succès dans la circonscription de Nui aux élections législatives de septembre 2019. Démissionnant pour ce faire de sa fonction de gouverneur général, il est remplacé par intérim par Teniku Talesi Honolulu, qui préside notamment à l'élection par le Parlement du nouveau Premier ministre, Kausea Natano, à l'issue de ces élections,.
Il se présente à nouveau aux élections législatives de janvier 2024, et est élu député de Nui. Lors de la première séance de la nouvelle assemblée en février, il est élu par consensus à la présidence du Parlement.